# Juan Calzadilla

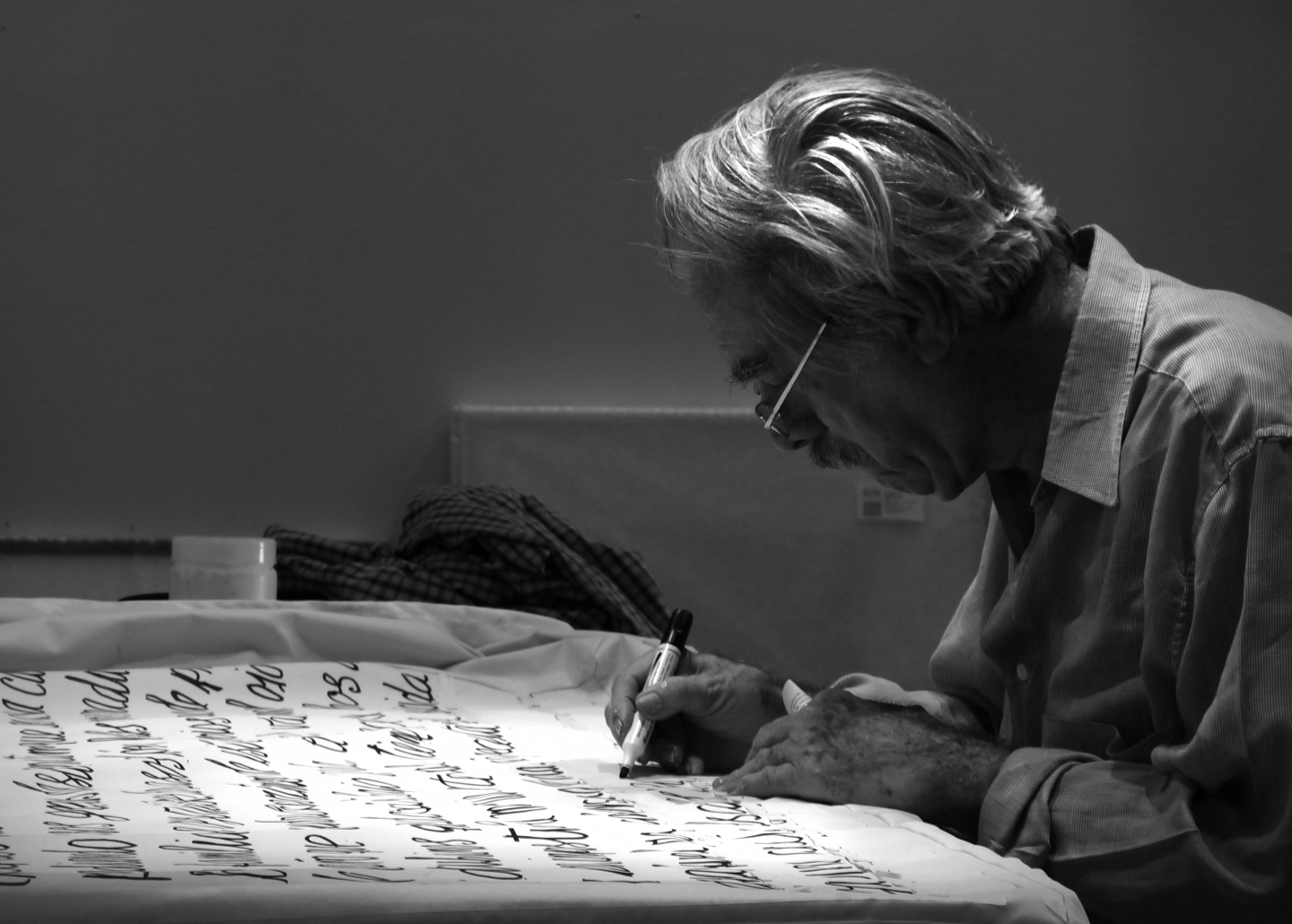
Juan Calzadilla

Juan Calzadilla (* 16. Mai 1930 in Altagracia de Orituco; † 15. Juni 2025 in Caracas) war ein venezolanischer Autor und Künstler.
Er studierte an der Universidad Central de Venezuela und am Instituto Pedagógico Nacional. Er war Mitglied der Gruppe El techo de la ballena (1961) und arbeitete für die Zeitschrift Imagen (1984).
In seinen Büchern beschäftigte er sich hauptsächlich mit Kunst. Er verfasste zudem mehrere Biografien über venezolanische Künstler wie Arturo Michelena und Armando Reverón.

## Werke
- Dictado por la jauría (1962)
- Malos modales (1968)
- Oh smog (1978)
- Antología paralela (1988)
- Minimales (1993)
- Principios de Urbanidad (1997)
- Corpolario (1998)
- Diario sin sujeto (1999)
- Aforemas (2004)
- Vela de armas (2008)
- Noticias del alud (2009)

## Ehrungen und Preise
- Premio Nacional de Artes Plásticas de Venezuela, 1997